# Crocidura tenuis
Crocidura tenuis is een zoogdier uit de familie van de spitsmuizen (Soricidae). De wetenschappelijke naam van de soort werd voor het eerst geldig gepubliceerd door Müller in 1840.

## Voorkomen
De soort komt voor in Indonesië en in Oost-Timor.